# Danze della sera (suite in modo psichedelico)/Le pietre numerate
Danze della sera (suite in modo psichedelico)/Le pietre numerate è il primo ed unico singolo su 7" della band Chetro & Co. pubblicato nel 1968 dalla Parade.

## Tracce
Lato A
1. Danze della sera (suite in modo psichedelico) (testo: Pier Paolo Pasolini – musica: Ettore De Carolis)

Lato B
1. Le pietre numerate